# Соколов, Константин Николаевич
Константин Николаевич Соколов  (1882—1927) — русский юрист, политический деятель.
Магистр государственного права, приват-доцент Санкт-Петербургского университета, член кадетской партии, журналист. Во время Гражданской войны — руководитель ОСВАГа, пропагандистского органа при Особом совещании Вооруженных Сил Юга России.

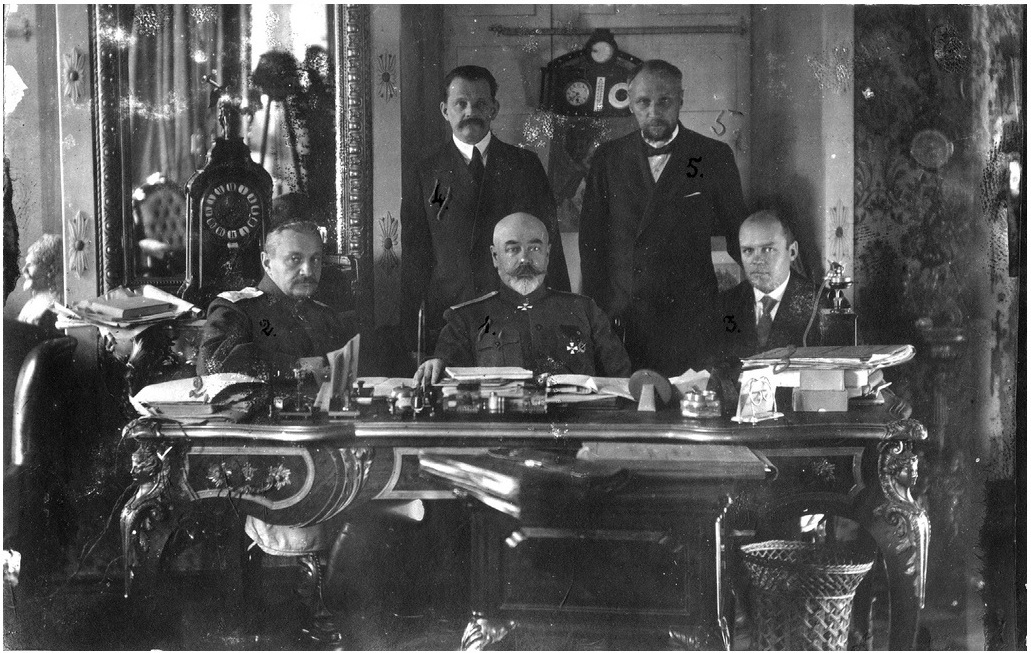
Лето 1919 года. Таганрог. Заседание Особого совещания при Главкоме ВСЮР. Слева направо: генерал И. П. Романовский, генерал А. И. Деникин, К. Н. Соколов. Стоят — Н. И. Астров, Н. В. Савич

После разгрома армии Деникина эмигрировал в Болгарию, где стал профессором Софийского университета по кафедре государственного права.
В 1921 году выпустил книгу воспоминаний.

## Сочинения
- Соколов К. Н. Правление генерала Деникина. (Из воспоминаний). — София: Российско-болгарское книгоиздательство, — 1921 г.